# Flughafen Ciudad Real

i8
i11
i13
Der Aeropuerto Central Ciudad Real (ehemals Don Quijote Airport, IATA-Code: CQM, ICAO-Code: LERL) ist ein stillgelegter Verkehrsflughafen im Süden der spanischen Stadt Ciudad Real. Bei seiner Eröffnung im November 2008 war er der erste privat betriebene internationale Flughafen des Landes. Mangels ausreichenden Flugverkehrs wurde Ende Oktober 2011 der kommerzielle Betrieb eingestellt. Im April 2012 wurde der Flughafen gänzlich geschlossen, die Betriebsgenehmigung blieb jedoch aufrecht (vgl.: “currently closed”). Mitte Juli 2015 berichtete die spanische Nachrichtenagentur EFE, dass das chinesische Unternehmen Tzaneen International 10.000 Euro für den Flughafen bieten wollte, was jedoch abgelehnt wurde.
Der Flughafen galt zwischenzeitlich als eine der größten Investitionsruinen Spaniens und als prominentes Beispiel für einen Geisterflughafen. Im September 2019 wurde er als Frachtflughafen wiedereröffnet.

## Beschreibung
Auf der für kleinere Flughäfen ungewöhnlich langen Start- und Landebahn könnten auch Großraumflugzeuge landen. Damit wäre der Flughafen geeignet gewesen, das stark frequentierte Luftdrehkreuz von Madrid-Barajas zu entlasten, ohne allerdings Umsteigeverbindungen zu bieten. In Richtung Süden startende Kleinflugzeuge können auf Grund der Höhenlage des Flughafens sowie der hohen Temperaturen jedoch nicht die volle Triebwerksleistung erreichen, was zu Problemen führen kann, da in Richtung des südlichen Pflichtmeldepunkts Sierra ein Gebirgszug liegt.

## Geschichte

### Eröffnung, Konkurs, Schließung
Im November 2008 eröffnet, musste der Flughafen bereits im Juni 2010 auf Grund anhaltend niedriger Passagierzahlen Insolvenz anmelden. Die Schulden zu diesem Zeitpunkt beliefen sich auf 290 Millionen Euro. Das direkt am Tower gelegene Vorfeld für die allgemeine Luftfahrt war aufgrund der niedrigen Verkehrszahlen nie in Betrieb. Die einzigen Linienverbindungen nach Barcelona und Paris-Charles de Gaulle wurden von Vueling bedient. Anstelle der kalkulierten 2,5 Millionen Fluggäste jährlich wurden im ersten Halbjahr 2011 nur rund 100.000 Fluggäste abgefertigt.
Am 31. Oktober 2011 wurde der Linienbetrieb eingestellt, für die allgemeine Luftfahrt blieb der Flughafen jedoch vorerst noch in Betrieb und es starteten und landeten weiterhin Privatjets. Am 13. Dezember 2011 wurde bekannt, dass der Flughafen auf Beschluss eines Handelsgerichts zunächst für ein Jahr den Betrieb einstellen müsse.
Im April 2012 wurde der Flugbetrieb komplett eingestellt. Um den geschlossenen Flughafen auch aus der Luft sichtbar zu signalisieren, wurden auf der Landebahn gelbe Kreuze aufgetragen. Wartungsarbeiten werden auf dem Areal weiterhin vorgenommen.
Nach Medienberichten (Dezember 2013) galt es bei Investmentbanken in Spanien und London als „hinreichend gesicherte Erkenntnis“, dass es „den Initiatoren von Ciudad Real nie darum gegangen war, einen wirtschaftlich tatsächlich lebensfähigen Flughafen zu schaffen“. Die Initiatoren seien vor allem Bauunternehmen gewesen, die am Bau so viel verdient hätten, dass ihre geringe Kapitalbeteiligung am Flughafen selbst abgeschrieben werden konnte.

### Zwischennutzungen
Der Konkursrichter verfügte, für welche Zwecke er den Flughafen als Zwischennutzung vermieten wollte. Die erste Kundschaft war Filmregisseur Pedro Almodóvar, der eine Kulisse für seinen Streifen Los amantes pasajeros (dt.: Fliegende Liebende) suchte. Dabei versammelten sich auf dem Flughafen mehr Neugierige als je zuvor. Danach kam das Fernsehen, das für eine Dokumentation über ein Flugzeugunglück ebenfalls eine breite Landebahn benötigte. 2013 drehte auch das britische Automagazin Top Gear hier (Staffel 20, Episode 3). Schließlich gab der Richter noch einer Autofirma die Erlaubnis, das Gelände als Teststrecke zu benutzen.

### Verkaufsabsichten
Im August 2013 wurde bekannt, dass die insolvente Betreibergesellschaft CR Aeropuertos des Flughafens einen Verkauf zum Preis von etwa 100 Millionen Euro – gegenüber mehr als 400 Millionen Euro Baukosten – anstrebe. Sollte sich bis 27. Dezember 2013 kein Käufer finden lassen, würde der Flughafen öffentlich durch den Insolvenzverwalter meistbietend versteigert.

### Versteigerung und Ausblick
Am 17. Juli 2015 wurde durch eine Meldung der spanischen Nachrichtenagentur EFE bekannt, dass das chinesische Unternehmen Tzaneen International den Flughafen für 10.000 Euro ersteigern wollte, nachdem zuvor bereits mehrere Versteigerungsversuche gescheitert waren. Medienberichten zufolge wurde von dem Unternehmen angekündigt 60 bis 100 Millionen Euro investieren zu wollen. So hätten mehrere chinesische Unternehmen Interesse daran „den Flughafen zu einem wichtigen Umschlagsplatz für ihre Exporte nach Europa zu machen“. Das Gebot wurde jedoch als zu niedrig zurückgewiesen.

## Zwischenfälle
- Am 18. April 2024 brannte ein bereits abgestellter und zum Abwracken freigegebener Airbus A330-342 von Cathay Dragon auf dem Gelände aus. Dabei kamen keine Personen zu Schaden. Der Grund für das Feuer ist aktuell unbekannt.[12][13][14]

## Trivia

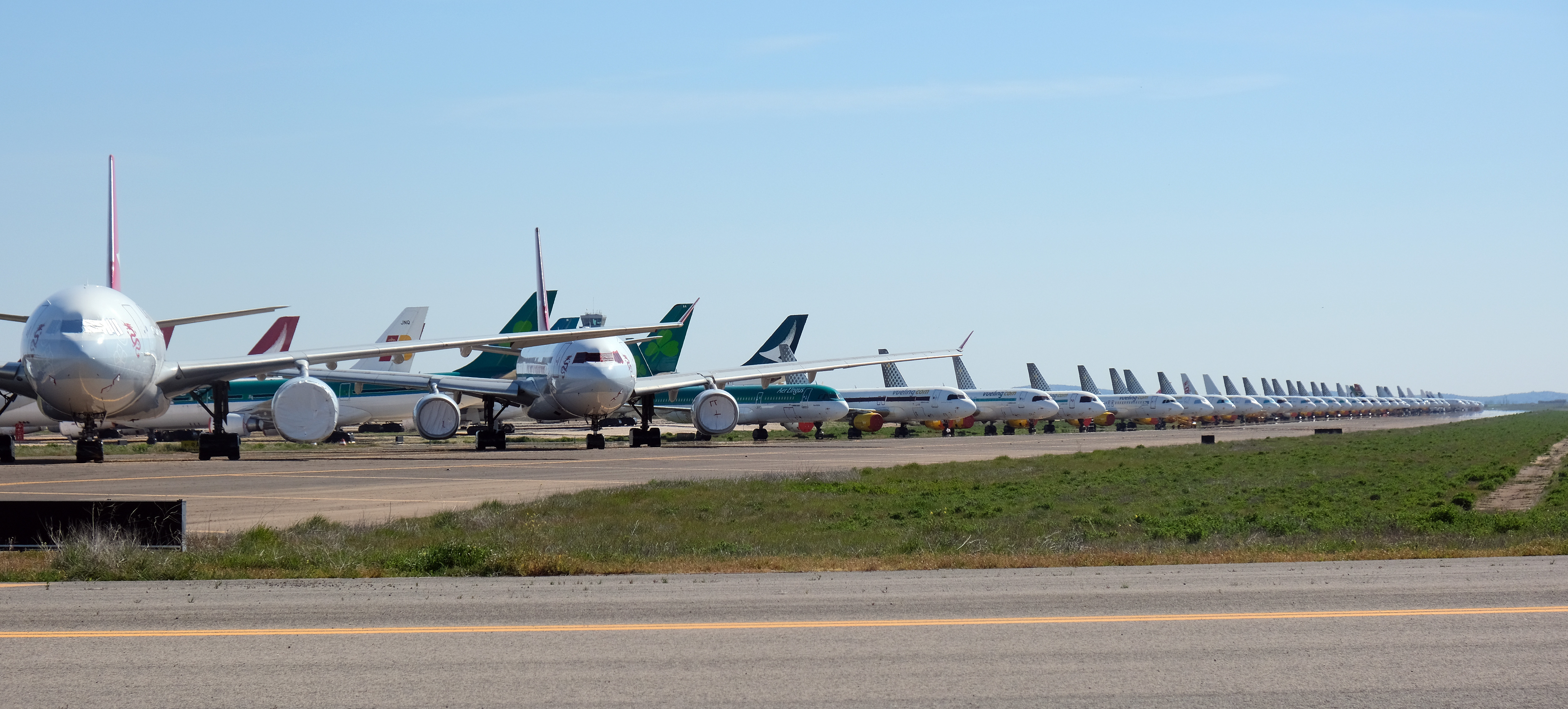
Flugzeuge am Flughafen (2021)

- Die britische Autosendung Top Gear nutzte den Flughafen in Staffel 20 Episode 3 als Drehort während einer Autoreise durch Südspanien in drei „preiswerten Supersportwagen“. Die Start-/Landebahn diente als Teststrecke, um die Höchstgeschwindigkeit der jeweiligen Supersportwagen auszutesten.

- Auf der Start- und Landebahn des Flughafens fanden im Jahr 2013 die Dreharbeiten zum Werbespot The Epic Split für Volvo Trucks, in dem Jean-Claude Van Damme einen Spagat zwischen zwei rückwärts fahrenden Trucks vollführt, statt.[15]